# Kecamatan Sawah Besar
Kecamatan Sawah Besar är ett distrikt i Indonesien.   Det ligger i provinsen Jakarta, i den västra delen av landet. Huvudstaden Jakarta ligger i Kecamatan Sawah Besar.